# Kłotno (gromada)
Kłotno (od połowy lat 1960. Kłótno) – dawna gromada, czyli najmniejsza jednostka podziału terytorialnego Polskiej Rzeczypospolitej Ludowej w latach 1954–1972.
Gromady, z gromadzkimi radami narodowymi (GRN) jako organami władzy najniższego stopnia na wsi, funkcjonowały od reformy reorganizującej administrację wiejską przeprowadzonej jesienią 1954 do momentu ich zniesienia z dniem 1 stycznia 1973, tym samym wypierając organizację gminną w latach 1954–1972.
Gromadę Kłotno z siedzibą GRN w Kłotnie (w obecnym brzmieniu Kłótno) utworzono – jako jedną z 8759 gromad na obszarze Polski – w powiecie włocławskim w woj. bydgoskim, na mocy uchwały nr 24/17 WRN w Bydgoszczy z dnia 5 października 1954. W skład jednostki weszły obszary dotychczasowych gromad Baruchowo, Kłotno, Kretki i Świątkowice ze zniesionej gminy Baruchowo w tymże powiecie. Dla gromady ustalono 23 członków gromadzkiej rady narodowej.
1 stycznia 1958 do gromady Kłotno przyłączono obszar zniesionej gromady Goreń Duży, równocześnie włączonej do powiatu włocławskiego i woj. bydgoskiego z powiatu gostynińskiego w woj. warszawskim.
31 grudnia 1959 do gromady Kłotno przyłączono obszar zniesionej gromady Czarne w powiecie włocławskim w woj. bydgoskim oraz wsie Cieślikowo, Lubaty i Skrzyneczki ze znoszonej gromady Lipianki w powiecie gostynińskim w woj. warszawskim.
31 grudnia 1961 do gromady Kłotno włączono wsie Kurowo, Babia Góra, Stawek, Zakrzewo i Zawada oraz miejscowości Kurowo Parcele, Kurowo Majątek i Zakrzewo Parcele ze zniesionej gromady Kurowo oraz wsie Boża Wola, Grodno i Grodno Parcele ze zniesionej gromady Więsławice w tymże powiecie.
Gromada przetrwała do końca 1972 roku, czyli do kolejnej reformy gminnej. 1 stycznia 1973 w powiecie włocławskim utworzono gminę Kłótno.